# Luís Pereira de Campos Vergueiro
Luís Pereira de Campos Vergueiro foi um jurista e político brasileiro. Formou-se na Faculdade de Direito da Universidade de São Paulo. Era filho do Senador Vergueiro.
Foi presidente do Centro Acadêmico XI de Agosto em 1904 e um de seus fundadores. Foi também promotor público de Sorocaba, deputado estadual por mais de 15 anos, diretor-geral do Departamento das Municipalidades do Estado, membro do Conselho Administrativo do Estado de São Paulo e conselheiro do Tribunal de Contas do Estado de São Paulo.